# Eleonore Tappert
Eleonore Tappert (* 7. Februar 1897 in Lehsewitz, Steinau an der Oder, Niederschlesien; † 27. September 1977 in Berlin) war eine deutsche Schauspielerin und Synchronsprecherin.

## Leben
Eleonore Tappert trat als Bühnenschauspielerin unter anderem in Berlin auf. Seit den 1930er Jahren wirkte sie vermehrt in Spielfilmproduktionen mit. Dabei arbeitete sie unter zahlreichen namhaften Regisseuren wie Douglas Sirk in der Verfilmung von Henrik Ibsens Stützen der Gesellschaft, Johannes Riemann in Ave Maria mit Beniamino Gigli, Willi Forst in Bel Ami, Géza von Bolváry in  Traummusik, Herbert B. Fredersdorf in dessen Adaption des Märchen um König Drosselbart mit Ottokar Runze in der Titelrolle, Hans Deppe in Verwandte sind auch Menschen, Paul Martin in Das Bad auf der Tenne sowie William Dieterle in dessen Remake des Monumentalfilms Herrin der Welt. Ihre Partner waren Stars wie Willy Fritsch und Lilian Harvey in Frau am Steuer, Marika Rökk in Kora Terry und Heinz Rühmann in der Verfilmung von Heinrich Spoerls Gasmann. Zu ihren letzten Produktionen gehört der Fernsehfilm Die Unverbesserlichen… und ihr Stolz aus der gleichnamigen Reihe.
Als Synchronsprecherin lieh Eleonore Tappert ihre Stimme unter anderem Celia Lovsky in Jakobowsky und der Oberst. Sie starb im Alter von 80 Jahren in Berlin.

## Filmografie (Auswahl)
- 1934: Der Vetter aus Dingsda
- 1935: Stützen der Gesellschaft
- 1936: Das Hermännchen. Nee, nee, was es nich’ alles gibt
- 1936: Moral
- 1936: Ave Maria
- 1937: Nachtbesuch
- 1937: Ein kleiner Reinfall
- 1938: Großalarm
- 1938: Gastspiel im Paradies
- 1938: Rote Orchideen
- 1939: Bel Ami
- 1939: Silvesternacht am Alexanderplatz
- 1939: Parkstraße 13
- 1939: Frau am Steuer
- 1940: Verwandte sind auch Menschen
- 1940: Tip auf Amalia
- 1940: Ritorno
- 1940: Traummusik
- 1940: Kora Terry
- 1941: Der Gasmann
- 1941: Sechs Tage Heimaturlaub
- 1942: Zwischen Himmel und Erde
- 1943: Fahrt ins Abenteuer
- 1943: Karneval der Liebe
- 1943: Die Gattin
- 1943: Ein glücklicher Mensch
- 1949: Die Kuckucks
- 1950: Blauer Dunst
- 1954: König Drosselbart
- 1956: Das Bad auf der Tenne
- 1956: Der Fremdenführer von Lissabon
- 1956: Beichtgeheimnis
- 1959: La Paloma
- 1960: Herrin der Welt (zwei Teile)
- 1962: Frauenarzt Dr. Sibelius
- 1971: Die Unverbesserlichen… und ihr Stolz
- 1977: Liebe das Leben, lebe das Lieben